# Gastrolobium tomentosum
Gastrolobium tomentosum är en ärtväxtart som beskrevs av Charles Austin Gardner. Gastrolobium tomentosum ingår i släktet Gastrolobium och familjen ärtväxter. Inga underarter finns listade i Catalogue of Life.